# Municipio de Moro (Arkansas)
El municipio de Moro (en inglés: Moro Township) es un municipio ubicado en el condado de Bradley en el estado estadounidense de Arkansas. En el año 2010 tenía una población de 50 habitantes y una densidad poblacional de 0,41 personas por km².

## Geografía
El municipio de Moro se encuentra ubicado en las coordenadas 33°39′50″N 92°15′21″O / 33.66389, -92.25583. Según la Oficina del Censo de los Estados Unidos, el municipio tiene una superficie total de 122.71 km², de la cual 122,71 km² corresponden a tierra firme y (0 %) 0 km² es agua.

## Demografía
Según el censo de 2010, había 50 personas residiendo en el municipio de Moro. La densidad de población era de 0,41 hab./km². De los 50 habitantes, el municipio de Moro estaba compuesto por el 92 % blancos, el 8 % eran de otras razas. Del total de la población el 8 % eran hispanos o latinos de cualquier raza.